# Jupiter (Planet)
Jupiter ist mit einem Äquatordurchmesser von 142.984 Kilometern der größte Planet des Sonnensystems. Mit einer durchschnittlichen Entfernung von 778 Millionen Kilometern ist er von der Sonne aus gesehen der fünfte Planet. Er ist nach dem römischen Hauptgott Jupiter benannt.
Der Planet hat – wie Saturn, Uranus und Neptun – keine feste Oberfläche. Die schon im kleinen Fernrohr sichtbaren, fast parallelen Streifen sind farbige Wolkenbänder. Aufgrund seiner chemischen Zusammensetzung zählt Jupiter zu den Gasplaneten. Diese „Gasriesen“ bilden im Sonnensystem die Gruppe der äußeren Planeten; sie werden auch als jupiterähnliche (jovianische) Planeten bezeichnet. In dieser Gruppe ist Jupiter der innerste Planet; er läuft jenseits des Asteroidengürtels um die Sonne.
Bis 1980 kannte man 16 Monde, darunter 6 mit nur etwa 20 km Durchmesser. Die Voyager-Raumsonden der 1980er Jahre entdeckten über 40 weitere Satelliten. Zurzeit sind 97 Monde bekannt. Die vier größten sogenannten Galileischen Monde Ganymed, Kallisto, Io und Europa haben Durchmesser zwischen 5262 und 3122 km und wurden bereits 1610 entdeckt.
Jupiter ist das dritthellste Objekt des Nachthimmels nach Mond und Venus; nur selten kann Mars geringfügig heller sein. In Babylonien galt er wegen seines goldgelben Lichts als Königsstern (siehe auch Stern von Betlehem). Sein astronomisches Symbol ist ♃.

## Umlaufbahn und Rotation

### Umlaufbahn
Jupiter läuft auf einer annähernd kreisförmigen Umlaufbahn mit einer Exzentrizität von 0,0489 um die Sonne. Sein sonnennächster Punkt, das Perihel, liegt bei 4,95 AE und sein sonnenfernster Punkt, das Aphel, bei 5,46 AE. Seine Umlaufbahn ist mit 1,305° leicht gegen die Ekliptik geneigt. Für einen Umlauf um die Sonne benötigt Jupiter 11 Jahre, 315 Tage und 3 Stunden.
Wegen seiner geringen Bahnneigung (1,3°) bewegt sich Jupiter immer nahe der Ekliptik. Die fast genau 12-jährige Umlaufzeit bedeutet, dass er sich jedes Jahr im Tierkreis um ein Sternbild weiterbewegt und seine beste Sichtbarkeit (Opposition) jährlich um einen Monat später eintritt.
Jupiter hat eine wichtige Funktion im Sonnensystem. Da er 2,47-mal so schwer ist wie alle anderen Planeten zusammen, bildet er eine wesentliche Komponente des Massengleichgewichtes im Sonnensystem. Jupiter und Saturn vereinen über 90 Prozent der Masse aller Planeten auf sich. Der dominierende Gasriese stabilisiert durch seine Masse den Asteroidengürtel. Ohne Jupiter würde statistisch gesehen alle 100.000 Jahre ein Asteroid aus dem Asteroidengürtel die Erde treffen und Leben dadurch vermutlich unmöglich machen. Die Existenz eines jupiterähnlichen Planeten in einem Sonnensystem könnte darum Voraussetzung für Leben auf einem dem Stern näheren Planeten sein; jedoch teilen nicht alle Astronomen diese Ansicht.
Des Weiteren befinden sich auf der Bahn des Jupiters Trojaner, die den Planeten auf den Lagrange-Punkten L4 und L5 begleiten.

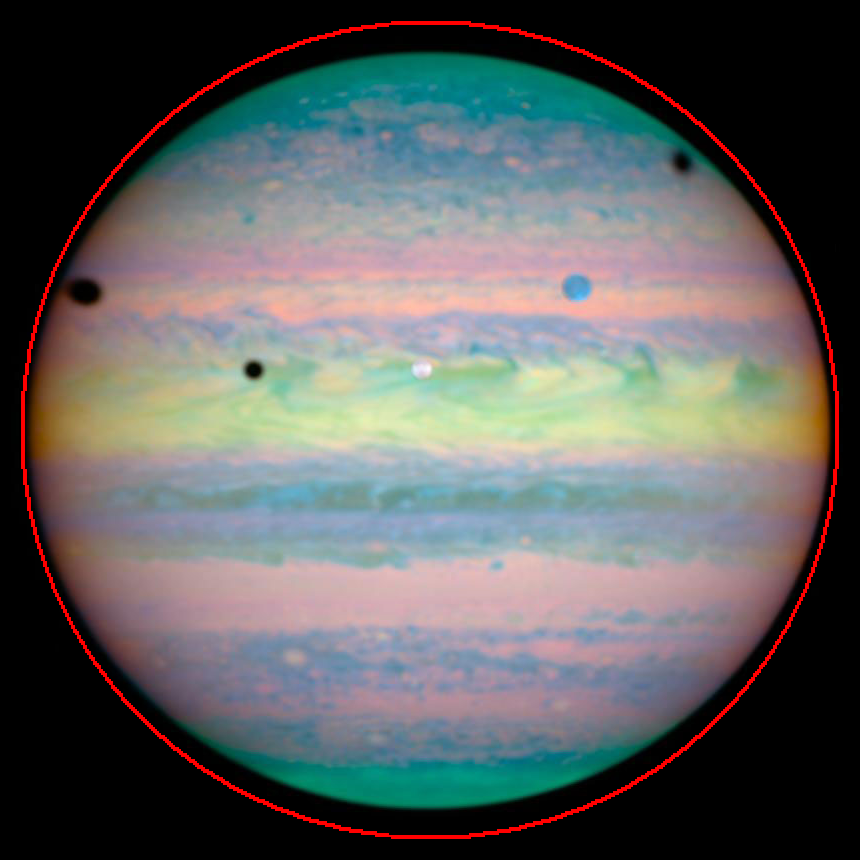
Die Abplattung des Jupiters zeigt sich im Vergleich zum Umriss (rote Linie) einer Kugel. Falschfarbenaufnahme des Hubble Space Telescope.

### Rotation
Jupiter ist im Sonnensystem der Planet, der sich am schnellsten um seine Achse dreht. Seine Rotationsperiode beträgt knapp zehn Stunden, was aufgrund der Fliehkräfte zu einer Abflachung des Jupiters an den Polen führt. Außerdem rotiert Jupiter als Gasplanet nicht wie ein starrer Körper, sondern seine (visuell beobachtbare) Oberfläche befindet sich in differentieller Rotation. Die Äquatorregionen benötigen 9 h 50 min 30 s und die Polregionen 9 h 55 min 41 s. Die Äquatorregionen werden als System I und die Polregionen als System II bezeichnet. Seine Rotationsachse ist dabei nur gering um 3,13° gegen die Normale seiner Umlaufbahn um die Sonne geneigt. Jupiter hat somit im Gegensatz zu anderen Planeten keine ausgeprägten Jahreszeiten. Die Präzessionsperiode der Rotationsachse liegt Modellrechnungen zufolge in einer Größenordnung von 500.000 Jahren.

## Physikalische Eigenschaften

Größen- und Temperaturvergleich zwischen der Sonne, Gliese 229 A + B, Teide 1 und Jupiter

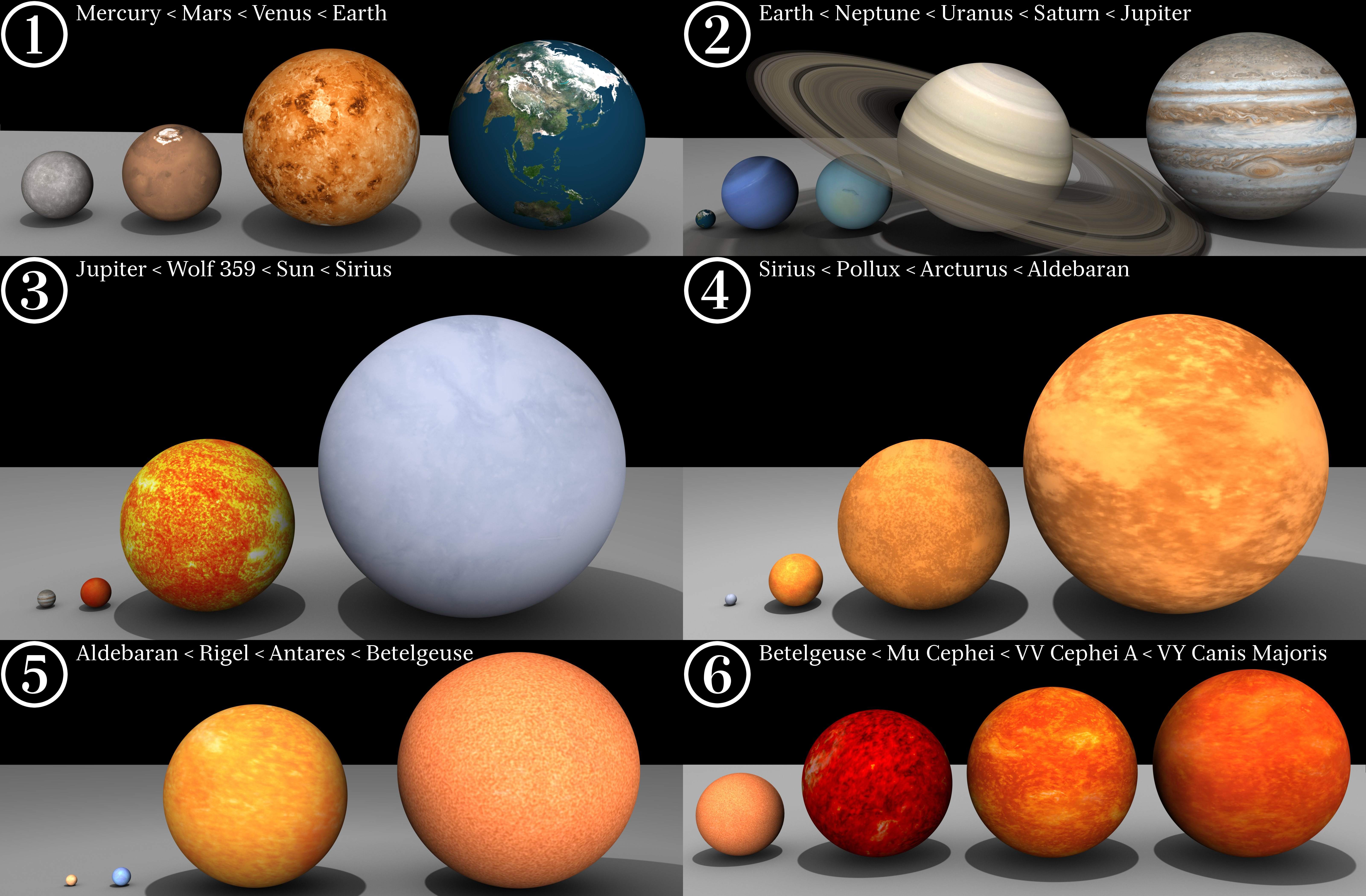
Jupiter im Größenvergleich zu anderen Himmelskörpern (Bild 2, ganz rechts, sowie Bild 3, ganz links, neben Wolf 359)

Jupiter ist der massereichste Planet im Sonnensystem. Er ist etwa 2,5-mal so massereich wie alle anderen sieben Planeten zusammen. Er ist der einzige Planet des Sonnensystems, dessen gemeinsamer Schwerpunkt mit der Sonne mit etwa 1,068 Sonnenradien leicht außerhalb der Sonne liegt. Jupiters Masse entspricht 318 Erdmassen beziehungsweise dem 1048sten Teil der Sonnenmasse.
Jupiter ist nicht nur der massereichste, sondern mit einem Durchmesser von etwa 143.000 Kilometern auch der größte Planet des Sonnensystems. Sein Durchmesser entspricht rund elfmal dem der Erde beziehungsweise einem Zehntel des Sonnendurchmessers. Wie alle Gasriesen hat er mit 1,326 g/cm³ eine geringere mittlere Dichte als erdähnliche Planeten.
Er weist eine relativ starke Abplattung auf. Der scheinbare Winkeldurchmesser beträgt je nach Erdentfernung 32 bis 48″. In einer Wolkenschicht südlich des Äquators befindet sich der größte Wirbelsturm des Sonnensystems, der Große Rote Fleck (GRF), der schon vor 300 Jahren beobachtet werden konnte. Außerdem besitzt Jupiter ein kleines Ringsystem und 97 bekannte Monde, von denen die vier größten, die Galileischen Monde Ganymed, Kallisto, Europa und Io, auch mit kleinen Fernrohren wahrgenommen werden können. Auch die bis zu fünf Äquatorstreifen können mit einfachen Fernrohren beobachtet werden.
Jupiter besitzt fast die Maximalausdehnung eines „kalten“, aus Wasserstoff bestehenden Körpers. Auch wenn er die 10-fache Masse hätte, wäre sein Volumen nicht wesentlich größer, sondern das Gas würde sich stärker verdichten. „Kalt“ bedeutet in diesem Zusammenhang, dass in dem Himmelskörper kein Wasserstoff zu Helium fusioniert und ihn zu einem Stern aufheizt. Bei etwa 13-facher Jupitermasse beginnt die Klasse der Braunen Zwerge. In Braunen Zwergen, die eine Sonderstellung zwischen Planeten und Sternen einnehmen, finden bereits erste Kernfusionsprozesse statt, aber noch kein Wasserstoffbrennen. Ab ungefähr 70 Jupitermassen beginnt das Wasserstoffbrennen und damit die Klasse der kleinsten Sterne, der Roten Zwerge. Die Übergänge zwischen Sternen, Braunen Zwergen und Planeten sind fließend.
Insgesamt ähnelt Jupiters Zusammensetzung der Gasscheibe, aus der sich vor etwa 4,5 Milliarden Jahren die Sonne entwickelt hat. Es lassen sich Ähnlichkeiten im Aufbau zu Saturn erkennen, wobei Saturn einen geringeren Anteil an Helium hat.
Die Temperatur beträgt bei einem Druck der Gasschicht von 100 kPa (1 bar, dies wird bei Gasplaneten allgemein als Nullniveau, d. h. „Oberfläche“, definiert) 165 K (−108 °C) und bei 10 kPa (0,1 bar) Druck 112 K (−161 °C). Das Nullniveau liegt am Jupiteräquator durchschnittlich bei 71.492 km.

### Aufbau
Jupiter hat keine feste Oberfläche und keine klar begrenzte Atmosphäre. Fast der ganze Planet besteht aus Gasen, und die Gashülle geht ohne Phasenübergang mit zunehmender Tiefe in überkritischen Zustand über. Er könnte über einen festen Kern verfügen.

#### Atmosphäre

Zonen, Gürtel und Wirbelstürme in Jupiters Atmosphäre (Zylinderprojektion)

Von außen zeigt sich Jupiter in verschiedenfarbigen Bändern und Wirbeln von Wolken, in Weiß-, Rot-, Orange-, Braun-, Gelb- und teilweise auch Blautönen. Die Wolken (Aerosole) enthalten Kristalle aus gefrorenem Ammoniak sowie möglicherweise Ammoniumhydrogensulfid und befinden sich in der Tropopause des Gasriesen.
Die Bänder verlaufen auf verschiedenen Breitengraden in Ost-West-Richtung um den Planeten. Die helleren Bänder werden Zonen genannt, die dunkleren Gürtel. Die Zonen sind kühler als die Gürtel, dichter, und enthalten aufsteigende Gase. Man nimmt an, dass ihre helle Farbe von Ammoniakeis stammt. Die Ursache für die dunkle Färbung der Gürtel ist bislang unsicher, man nimmt aber an, dass sie Phosphor, Schwefel und möglicherweise Kohlenwasserstoffe enthalten.
Die Zonen und Gürtel bewegen sich, bezogen auf das Jupiterinnere, dessen Rotation man anhand seines Magnetfelds kennt, mit verschiedenen relativen Strömungsgeschwindigkeiten („zonaler Fluss“) in Ost- und in Westrichtung. Sie werden von Streifen mit hoher Windgeschwindigkeit (etwa 300 km/h) begrenzt, die Jets genannt werden. In Ostrichtung strömende Jets befinden sich an den Übergängen von Zonen zu Gürteln (vom Äquator aus betrachtet), während westwärts gerichtete Jets an den Übergängen von Gürteln zu Zonen zu finden sind. An den Jets entstehen Turbulenzen und Wirbelstürme. In der Nähe der Pole Jupiters verschwindet der „zonale Fluss“ und hier gibt es auch keine ausgeprägten Bandstrukturen.
Die Wolkendecke Jupiters ist etwa 50 km dick und besteht aus mindestens zwei Schichten: einer dichten unteren Schicht und einer dünneren oberen. Es könnte auch eine dünne Schicht von Wasserwolken unter der Ammoniakwolkenschicht geben, da man Blitze in der Atmosphäre beobachtet. Die Blitze werden durch die Polarität des Wassers verursacht, durch die sich elektrische Ladungen trennen können. Diese elektrischen Entladungen auf dem Jupiter können tausend Mal stärker sein als Blitze auf der Erde.
Jupiters Außenbereich enthält Oxide sowie Schwefelwasserstoff und andere Sulfide. Das Ammoniak kann in tiefer liegenden Schichten mit Schwefelwasserstoff auch zu Rauchwolken aus Ammoniumsulfid reagieren.

#### Periodische Farb- und Wolkenveränderungen der Sturmbänder des Jupiter
Alle vier bis fünf Jahre treten periodische Veränderungen der Farbe und Infrarothelligkeit der auffälligen Sturmbänder des Jupiter auf. Eine mögliche Ursache hierfür wird tief im Inneren des Gasriesen angenommen, die in Verbindung mit dem Magnetdynamo des Jupiter steht. Gemäß den Daten der NASA-Raumsonde Juno und Modellsimulationen werden zyklische Schwingungen im Magnetdynamo des Jupiter als mögliche Störung des Wärmetransports zur Oberfläche und damit auch der Sturmbänder angenommen. Diese Schwingungen, auch Torsions-Oszillationen genannt, existieren tief unter der Jupiteroberfläche, wo Helium und Wasserstoff unter dem enormen Druck leitfähig werden und die Strömungen in diesem Umfeld wie ein Magnetdynamo wirken können. Die Halbperiode dieser magnetischen Schwankungen liegt bei 4,6 bis 4,7 Jahren und korrespondiert mit den Intervallen der Veränderungen der Streifen und der Infrarot-Abstrahlung des Jupiter. Es wird vermutet, dass Konvektionsströme, die Wärme aus dem tiefen Inneren zur sichtbaren Troposphäre transportieren, durch die schraubenartigen Oszillationen gestört werden könnten.

#### Obere Schichten
Hauptbestandteile (in Stoffmenge bzw. Anzahl der Atome) des Außenbereichs sind Wasserstoff (89,8 ± 2 Vol.-%) und Helium (10,2 ± 2 Vol.-%) sowie in geringerer Menge Methan (0,3 ± 0,2 Vol.-%) und Ammoniak (260 ± Vol.-ppm). Da ein Heliumatom etwa die doppelte Masse eines Wasserstoffmoleküls besitzt, ist der Massenanteil des Heliums entsprechend höher: Die Massenverteilung entspricht daher etwa 75 % Wasserstoff, 24 % Helium und 1 % anderen Elementen. Des Weiteren wurden Spuren von chemischen Verbindungen der Elemente Sauerstoff, Kohlenstoff, Schwefel und vielen anderen Elementen gefunden, auch Edelgase wie Neon wurden gefunden.

#### Innerer Aufbau

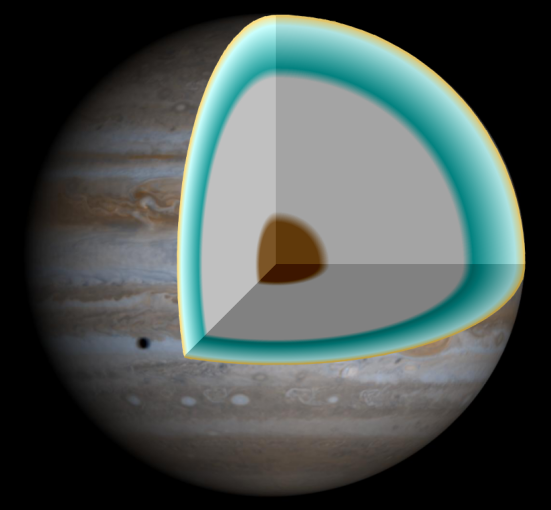
Schematischer Schnitt zur Darstellung des inneren Aufbaus

Da die Temperatur des Wasserstoffs des Planeten oberhalb der kritischen Temperatur liegt, befindet dieser sich im überkritischen Zustand, so dass mit zunehmender Tiefe zwar der Druck zunimmt, der Aggregatzustand sich jedoch nicht ändert. Daher kann auch keine Oberfläche als Grenzfläche definiert werden.
In größerer Tiefe geht der Wasserstoff bei einem Druck jenseits von einigen hundert Gigapascal in eine elektrisch leitfähige Phase über, die wegen der Leitfähigkeit metallisch genannt wird. Es wird vermutet, dass Jupiter unterhalb etwa eines Viertels seines Radius einen Gestein-Eis-Kern mit bis zu etwa 20 Erdmassen hat, der aus schweren Elementen besteht. Das Innere des Planeten besteht zu über 87 % aus Wasserstoff und Helium sowie aus zwischen 3 und 13 % anderen Elementen.
In der Tiefe liegen Druck und Temperatur über dem kritischen Druck von molekularem Wasserstoff von 1,3 MPa und über der kritischen Temperatur von 33 K (−240,2 °C). In diesem Zustand gibt es keine getrennten flüssigen und gasförmigen Phasen – Wasserstoff befindet sich in einem überkritischen flüssigen Zustand. Das Wasserstoff- und Heliumgas, das sich von der Wolkenschicht nach unten ausbreitet, geht in tieferen Schichten allmählich in eine Flüssigkeit über, die möglicherweise einem Ozean aus flüssigem Wasserstoff und anderen überkritischen Flüssigkeiten ähnelt. Physikalisch wird das Gas mit zunehmender Tiefe allmählich heißer und dichter. Regenähnliche Helium- und Neontröpfchen fallen durch die untere Atmosphäre in Richtung Planetenkern. Berechnungen deuten darauf hin, dass sich Heliumtropfen in einem Radius von 60.000 Kilometern (11.000 km unter den Wolkenobergrenzen) von metallischem Wasserstoff trennen und bei 50.000 km (22.000 km unter der Wolken) wieder verschmelzen. Niederschläge von Diamanten werden auf Jupiter vermutet.

### Wetter

#### Großer Roter Fleck

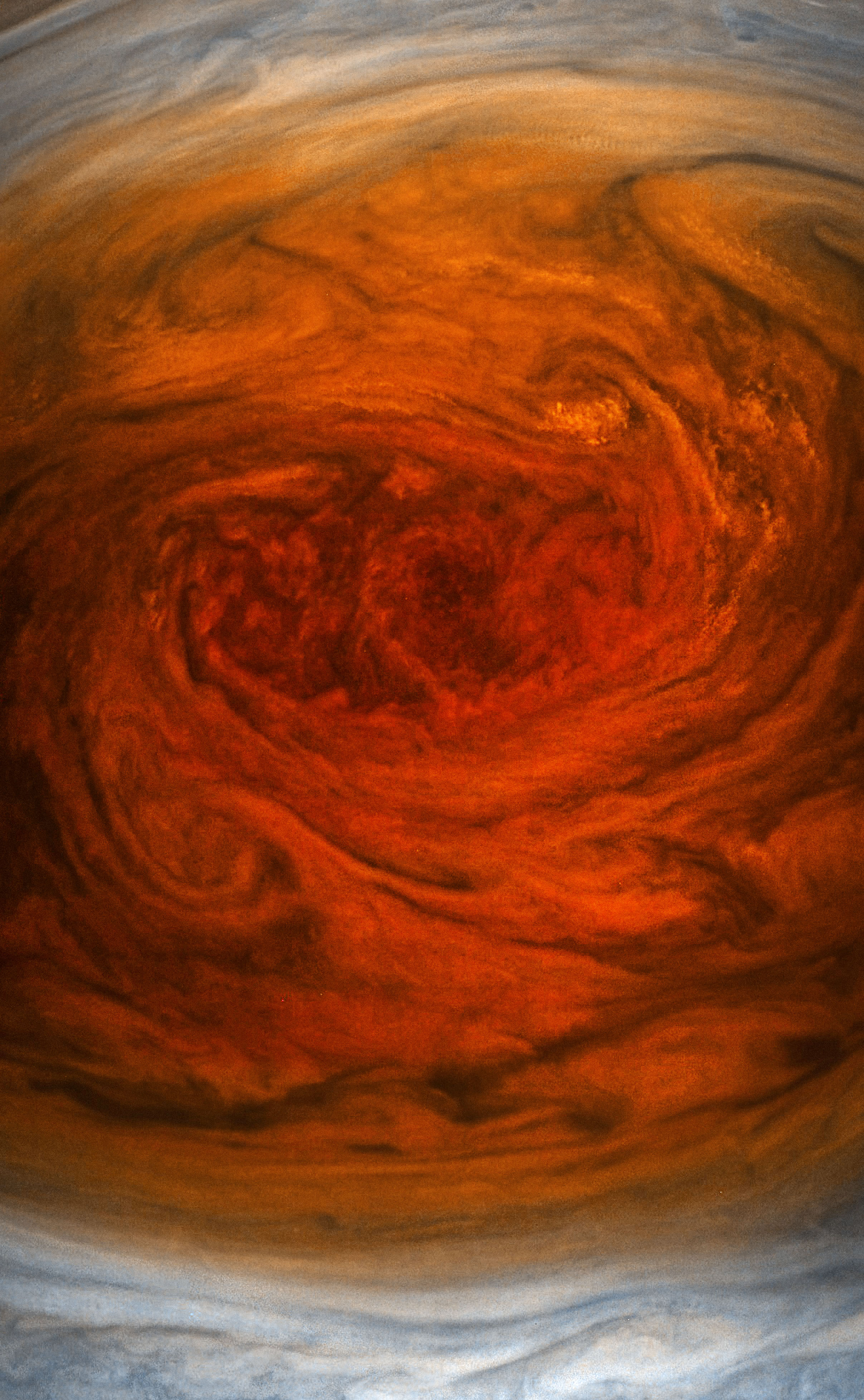
Der Große Rote Fleck in der Jupiteratmosphäre, hier eine Aufnahme der Raumsonde Juno vom 11. Juli 2017, ist der größte Wirbelsturm des Sonnensystems. Er existiert seit mindestens 200 Jahren, möglicherweise schon viel länger.

Außer den hellen und dunklen äquatorparallelen Wolkenbändern fällt an Jupiter vor allem der Große Rote Fleck auf (GRF, oder englisch GRS für Great Red Spot). Der Große Rote Fleck ist ein riesiger ovaler Antizyklon, der in seiner Länge in Richtung der Rotation derzeit etwa eineinhalb Erddurchmesser groß ist. Er ist mit keiner festen Oberfläche verbunden, liegt aber sehr stabil zwischen zwei Wolkenbändern um etwa 22° südlicher Breite. Eingeschlossen ist er an seiner Nordseite von einem westwärts gerichteten Jetstream und auf seiner Südseite von einem ostwärts wehenden Windstrom. Auch war auf Fotos der Raumsonde Voyager 2 erkennbar, dass der Große Rote Fleck mit einer Geschwindigkeit von etwa einem halben Grad pro Tag westwärts driftet.
Möglicherweise wurde der Große Rote Fleck schon 1664 von dem englischen Naturforscher Robert Hooke beschrieben sowie anschließend ab 1665 von Giovanni Domenico Cassini längerfristig verfolgt. Doch da für die anschließenden 120 Jahre überhaupt keine Berichte vorliegen, bezogen sich diese frühen Beobachtungen vielleicht auf ein anderes Phänomen. Mit Sicherheit wurde der Fleck erstmals 1830 registriert; seither wird er durchgehend – intensiv allerdings erst ab 1878 – beobachtet und erforscht. Samuel Heinrich Schwabe verzeichnete ihn auf einer 1831 angefertigten Darstellung, ebenso William Rutter Dawes 1851 sowie A. Mayer und Lawrence Parsons, 4. Earl of Rosse in den 1870er Jahren auf ihren Zeichnungen des Riesenplaneten.
In den 1880er Jahren wurde der Große Rote Fleck besonders gut sichtbar, besaß dabei auch mit 40.000 km Länge und 14.000 km Breite seine größte jemals beobachtete Ausdehnung und wurde dementsprechend ausführlich studiert. Das ausgeprägte riesige Wolkengebilde ist somit äußerst langlebig. Zum Vergleich: Auf der Erde lösen sich Windwirbel in der Atmosphäre üblicherweise innerhalb einiger Wochen wieder auf.
Aufgrund seiner Größe ist der Große Rote Fleck bereits in Amateurteleskopen sichtbar. Seine markante Farbe ist zwar deutlich röter als die Umgebung, jedoch ist es kein tiefes, leuchtendes Rot, sondern schwankt im Lauf der Jahre um ein eher helles Orange. Für ein erfolgreiches Auffinden können sich Beobachter an der durch ihn bedingten Einbuchtung am Südrand des dunklen südlichen äquatorialen Gürtels orientieren; diese wird als Bucht des Großen Roten Flecks (Red Spot Hollow) bezeichnet.
Welche chemischen Elemente für die rote Färbung verantwortlich sind, ist unbekannt. Jedoch ist Ende 2009 der „südliche äquatoriale Gürtel“ verschwunden, sodass der Große Rote Fleck jetzt noch besser sichtbar auf einem sehr breiten, weißen Band liegt.
Seit 1930 und insbesondere zwischen 2012 und 2014 ist der Sturm kleiner und kreisförmiger geworden. Beobachtungen mit dem Hubble-Weltraumteleskop im Mai 2014 zeigten die kleinste jemals gemessene Ausdehnung mit etwa 16.500 Kilometern in Richtung der längeren Achse. Als Ursache werden von der NASA Wechselwirkungen mit anderen kleineren Stürmen vermutet.
Die Form und Farbe des Großen Roten Flecks können sich innerhalb weniger Jahre deutlich verändern. Er ragt bis 8 km über die umgebenden Wolkensysteme hinaus und ist auch bedeutend kühler als diese. Die Rotationsperiode des Flecks beträgt etwa 6 Erdtage. Allerdings nahm sie in letzter Zeit, vielleicht aufgrund des Schrumpfens des Flecks, ab. Messungen der Galileo-Raumsonde ergaben Windgeschwindigkeiten am Rand des Flecks bis zu 190 m/s (680 km/h).
Um den 11. Juli 2017 hat die US-Forschungssonde Juno den Roten Fleck in etwa 9000 km Höhe überflogen.

#### Andere Wirbelstürme

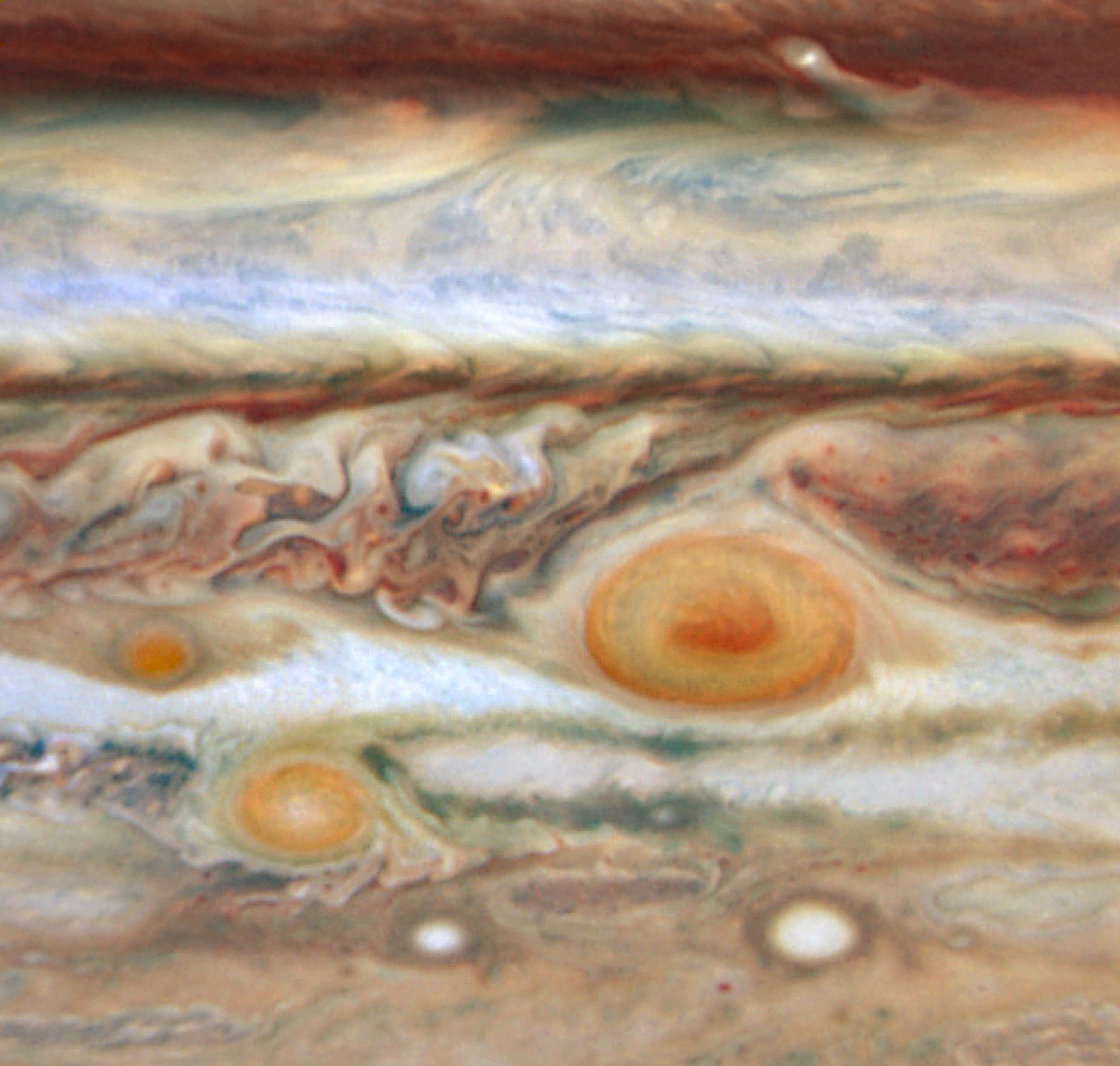
Der Große Rote Fleck, „red spot junior“ und der im Mai 2008 aufgetauchte dritte rote Fleck, aufgenommen vom Hubble-Teleskop.

Jupiter unterliegt nach neuen Forschungsergebnissen einem 70-jährigen Klimazyklus. In diesem Zeitraum kommt es zur Ausbildung etlicher Wirbelstürme – Zyklone und Antizyklone, die nach gewisser Zeit wieder zerfallen. Zudem verursacht das Abflauen der großen Stürme Temperaturunterschiede zwischen den Polen und dem Äquator von bis zu zehn Kelvin, die sonst wegen der ständigen Gasvermischung durch die Stürme verhindert werden.
Neben dem auffälligen roten Fleck ist seit längerem auch eine Struktur mit der Bezeichnung weißes Oval (englisch oval BA) bekannt, deren Ausdehnung mit etwa einem Erddurchmesser geringer als die des roten Flecks ist. Das weiße Oval hatte sich ab 1998 aus drei seit den 1930er Jahren bekannten Stürmen entwickelt. Im Jahre 2006 wurde durch Aufnahmen des Hubble-Weltraumteleskops ein Farbwechsel hin zu Rot beobachtet, sodass möglicherweise in Zukunft dieser Struktur der Name Zweiter Roter Fleck oder Kleiner Roter Fleck gegeben wird, auf Englisch red spot junior. Neuere Messungen ermittelten in seinem Inneren Windgeschwindigkeiten bis zu 600 km/h.
Im Mai 2008 wurde ein dritter roter Fleck entdeckt, von dem zuerst angenommen wurde, dass er etwa im August mit dem Großen Roten Fleck zusammentreffen würde. Der neue rote Fleck ging aus einem bisher weißlichen, ovalen Sturmgebiet hervor. Die Änderung der Farbe deutet darauf hin, dass die Wolken in größere Höhen steigen. In solch einer Höhe befindet sich auch die Wolkenobergrenze des Großen Roten Flecks. Mitte Juli 2008 hat der größte Wirbelsturm des Jupiters, der Große Rote Fleck, den dritten roten Fleck verschlungen, wie Beobachtungen mit dem Weltraumteleskop Hubble zeigen.

#### Südliche tropische Störung
1901 wurde eine bisweilen 72.000 km lange, zunächst „Schleier“ genannte Dunstwolke entdeckt, die sich auf der Breite des Großen Roten Flecks befand, aber geringfügig (um etwa 25 km/h) schneller als dieser um den Planeten rotierte und ihn daher etwa alle zwei Jahre überrundete, wobei sie mit ihm interagierte. Man nennt diesen „Schleier“ heute die Südliche tropische Störung. Wenn sie sich dem Großen Roten Fleck von Westen näherte, wurde sie von ihm angezogen, und er riss Materie aus dem Schleier in seinen Wirbel. Nach der Begegnung zog die Südliche tropische Störung den Großen Roten Fleck aus seiner Umgebung einige tausend Kilometer hinter sich her, bis er schließlich wieder auf seine ursprüngliche Position zurückpendelte.
Durch die Interaktion glichen sich die Rotationszeiten der Störung und des Flecks einander an. Seit 1940 wurde die Südliche tropische Störung nicht mehr beobachtet und scheint verschwunden zu sein.

### Energiebilanz
Jupiter strahlt 335 (± 26) Petawatt (d. h. 5,444 ± 0,425 W/m2) mehr an Wärme ab als die 501 (± 25) Petawatt (d. h. 8,157 ± 0,407 W/m2), die er von der Sonne absorbiert (Jupiter erhält 12,564 W/m2 von der Sonne, das ist etwa ein Viertel seiner mittleren Solarkonstante, 50,50 W/m2). Beiträge zur Energiebilanz sind eine langsame Abkühlung des festen Kerns um 1 K pro Jahrmillion und gravitative Bindungsenergie durch Kontraktion der Hülle um etwa 3 cm pro Jahr. Letzteres ist der sogenannte Kelvin-Helmholtz-Mechanismus. In der 2. Ausgabe seines Buchs (2009) gab Patrick Irwin einen Wert von nur 1 mm pro Jahr, was einer spezifischen Stärke dieser internen Wärme von 7,5 W/m2 (anstatt 5,444 ± 0,425 W/m2) entspricht.  Messungen der Cassini-Sonde (während des Vorbeiflugs an Jupiter am 30. Dezember 2000) bestätigten diesen Wert der internen Wärme (7,485 ± 0,163 W/m2). Womöglich trägt auch die Entmischung von Wasserstoff und Helium bei.
Oberhalb des Großen Roten Flecks ist die Atmosphäre einige hundert Grad wärmer als anderswo. Es wird vermutet, dass der Sturm Energie in Form von akustischer Strahlung oder Schwerewellen abgibt, die in der Atmosphäre in Wärmeenergie umgewandelt werden.

### Magnetfeld

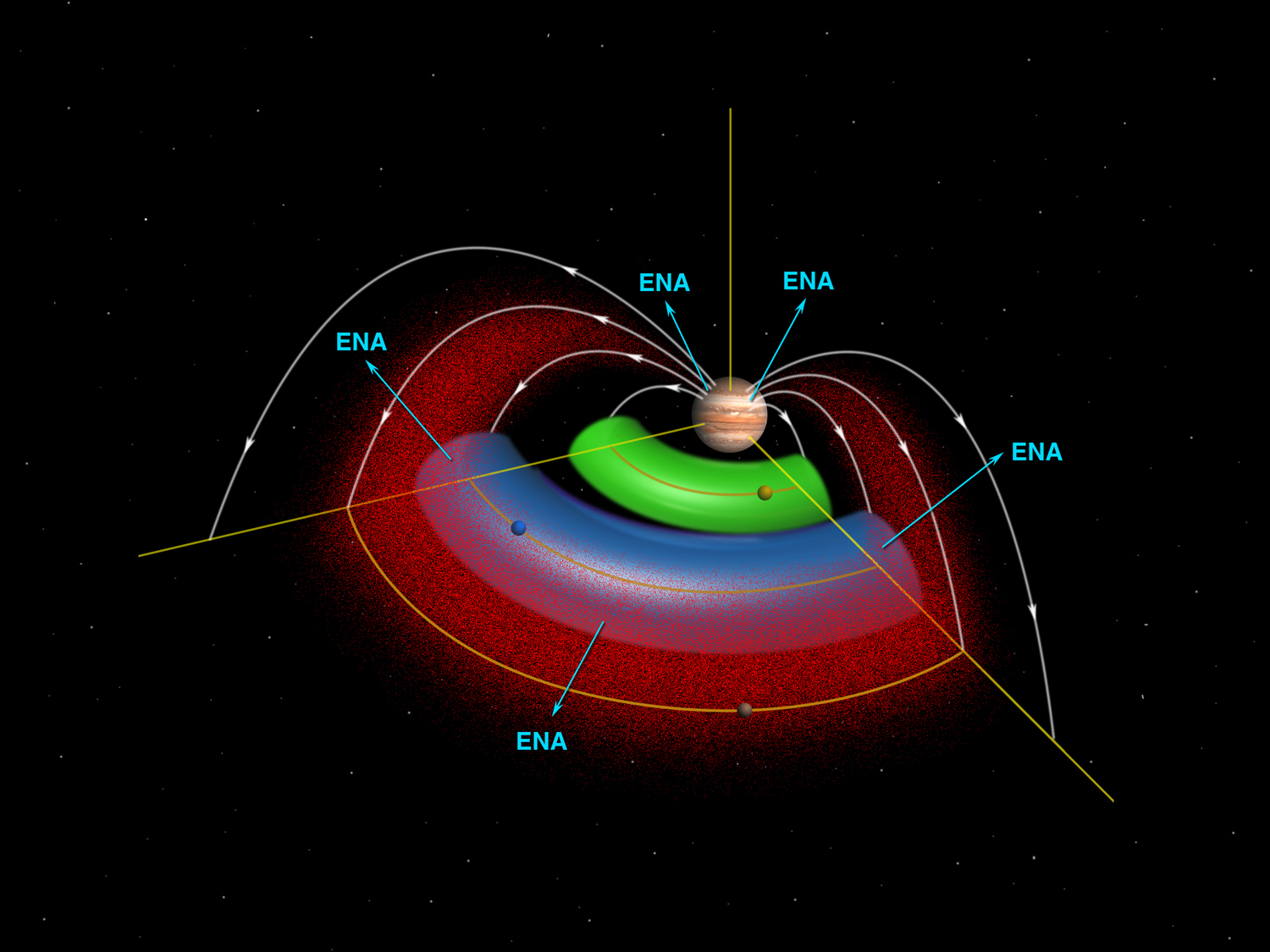
Magnetosphäre des Jupiters. Um die Umlaufbahnen von Io (grün) und Europa (blau) existiert je ein Torus aus Plasma. Mit ENA ist die Abstrahlung von hochenergetischen neutralen Atomen angedeutet.

Jupiter besitzt das größte Magnetfeld aller Planeten des Sonnensystems. An der Oberfläche beträgt die Stärke des Feldes äquatorial circa 400 Mikrotesla und an den Polen zwischen 1040 und 1400 Mikrotesla. Es ist somit 10- bis 20-mal so stark wie das Erdmagnetfeld (ca. 30 µT am Äquator und ca. 60 µT an den Polen) und wesentlich größer. Der magnetische Nordpol des Jupiters liegt in der Nähe seines geographischen Südpols. Die Achse des magnetischen Nordpols ist um circa 10° gegen die Rotationsachse geneigt. Die fiktive Achse zwischen dem magnetischen Nordpol und dem magnetischen Südpol geht nicht direkt durch das Zentrum des Planeten, sondern leicht daran vorbei, ähnlich wie es bei der Erde der Fall ist.
Die genaue Entstehung des Magnetfeldes ist bei Jupiter noch ungeklärt, jedoch gilt als gesichert, dass der metallische Wasserstoff sowie die schnelle Rotationsperiode Jupiters eine entscheidende Rolle spielen.
Auf der sonnenzugewandten Seite erstreckt sich das Magnetfeld etwa 5 bis 7 Mio. Kilometer weit in das Weltall. Auf der sonnenabgewandten Seite ragt es gut 700 Mio. Kilometer ins Weltall und reicht damit fast bis in die Saturnbahn. Der Grund für diese Asymmetrie ist der Sonnenwind, der eine Stoßfront bildet. Dadurch wird von der Sonne aus gesehen das Magnetfeld vor dem Planeten gestaucht und dahinter gedehnt. Die ständige Wechselwirkung mit dem Sonnenwind führt dazu, dass die genauen Ausmaße des Magnetfeldes stark schwanken können. Besonders stark können etwaige Fluktuationen auf der sonnenzugewandten Seite sein. Bei schwachem Sonnenwind kann das Magnetfeld dort bis zu 16 Mio. Kilometer weit ins All reichen. Die Fluktuationen des Magnetfeldes wurden unter anderem von den beiden Sonden Voyager 1 und 2 untersucht.
Den vom Magnetfeld eingenommenen Raum nennt man Magnetosphäre. Die Magnetosphäre Jupiters ist so groß, dass sie (könnte man sie von der Erde aus sehen), die fünffache Fläche des Vollmondes einnehmen würde. Abgesehen von der Magnetosphäre der Sonne ist sie mit Abstand das größte Objekt im Sonnensystem.
Das starke Magnetfeld fängt beständig geladene Teilchen ein, sodass sich Ringe und Scheiben aus geladenen Teilchen um Jupiter bilden. Diese geladenen Teilchen stammen zum einen aus dem Sonnenwind – ein vergleichbarer Effekt findet sich auf der Erde in Form des Van-Allen-Gürtels –, zum anderen – in größerer Menge – von den Monden des Jupiters, besonders Io. So findet man beispielsweise einen Torus aus geladenen Schwefel- und Sauerstoffatomen um die Umlaufbahn von Io herum sowie um die Umlaufbahn von Europa, wobei die Herkunft der geladenen Teilchen des Plasmas dieses Torus noch nicht geklärt ist.
Durch Fluktuationen im Magnetfeld entsteht ständig Strahlung, die von Jupiter ausgeht. Diese so genannte Synchrotronstrahlung kann als Jupiter-Bursts auf Kurzwelle (beispielsweise im Rahmen des Projekts Radio JOVE) oder im Dezimeterwellenbereich gemessen werden und führt auch zur Wasserverdampfung auf Europas Oberfläche.
Das Magnetfeld lässt sich grob in drei Teile einteilen: Der innere Bereich ist ringförmig und erstreckt sich etwa 10 Jupiterradien weit. Innerhalb dieses Teiles lassen sich unterschiedliche Regionen unterscheiden, die durch verschiedene Elektronen- und Protonenkonzentrationen definiert sind. Der mittlere Teil des Magnetfeldes erstreckt sich von 10 bis etwa 40 Jupiterradien. Dieser Teil ist scheibenförmig abgeplattet. Die äußere Region des Magnetfeldes ist vor allem durch die Wechselwirkung des Magnetfeldes mit dem Sonnenwind geprägt, und ihre Form damit abhängig von dessen Stärke.

## Ringsystem

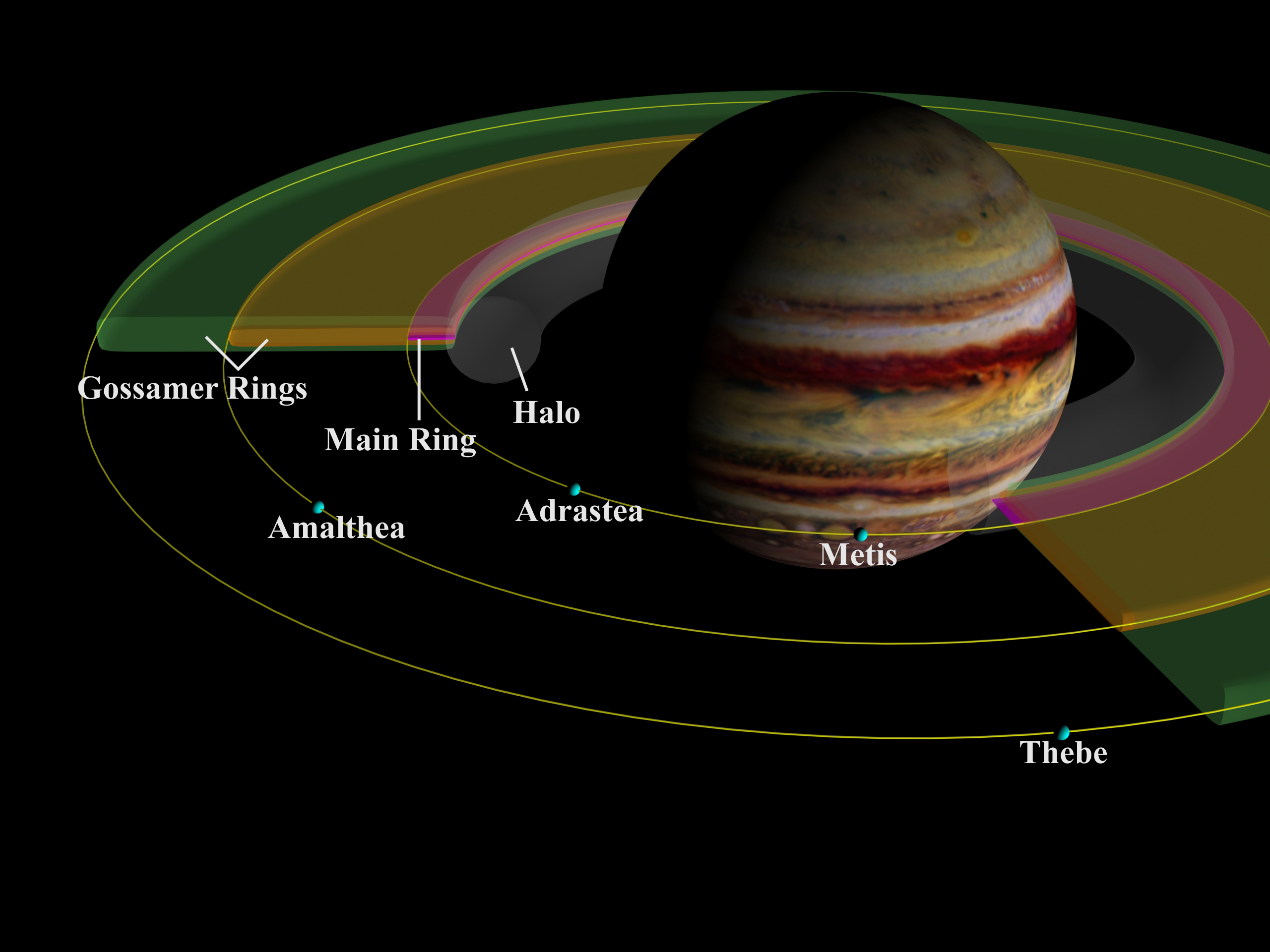
Ringe des Jupiters

Jupiter hat ein sehr schwach ausgeprägtes Ringsystem, das schon seit der Pioneer-11-Mission 1974 vermutet wurde und 1979 von Voyager 1 erstmals fotografiert werden konnte. Als die Sonde am 5. März 1979 in den Jupiterschatten eintauchte, waren die Ringe im Gegenlicht zu erkennen.
Lange Zeit blieb die Herkunft der Ringe unbekannt, und eine erdgebundene Beobachtung erwies sich als außerordentlich schwierig, da die Ringe aus Staubkörnchen bestehen, die zum Großteil nicht größer sind als die Partikel des Rauches einer Zigarette. Hinzu kommt, dass die Staubteilchen nahezu schwarz und daher kaum sichtbar sind: Sie haben eine Albedo von lediglich 5 %, verschlucken also 95 % des auftreffenden, dort ohnehin schon schwachen Sonnenlichts.
Ein weiterer Grund für die geringen Ausmaße der Ringe ist die Tatsache, dass sie sich langsam spiralförmig auf Jupiter zu bewegen und in ferner Zukunft schließlich von ihm aufgesaugt werden. Die spiralförmige Rotation hat unterschiedliche Ursachen. Zum einen bewirkt das starke Magnetfeld Jupiters ein elektrisches Aufladen der Staubteilchen. Diese stoßen mit anderen geladenen Teilchen zusammen, die Jupiter zum Beispiel aus dem Sonnenwind einfängt, was schließlich zu einer Abbremsung der Teilchen führt. Ein zweiter Effekt, der ebenfalls eine Abbremsung der Staubpartikel bewirkt, ist die Absorption und anschließende Remission von Licht. Dabei verlieren die Staubpartikel Bahndrehimpuls. Diesen Effekt nennt man Poynting-Robertson-Effekt. Beide Effekte zusammen bewirken, dass der Staub innerhalb eines Zeitraumes von etwa 100.000 Jahren aus den Ringen verschwindet.

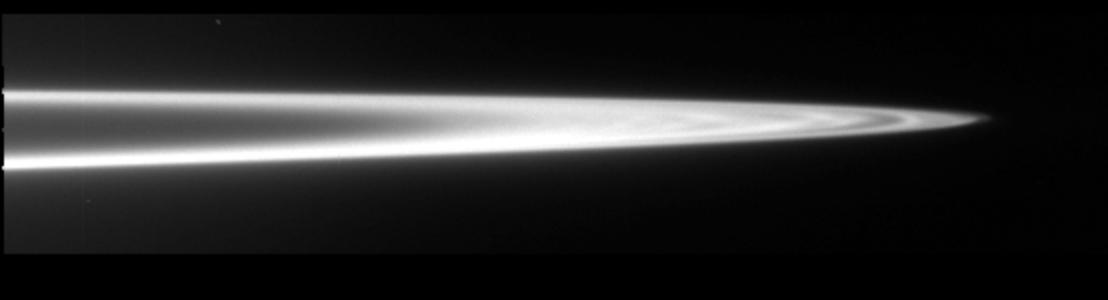
Hauptring fotografiert am 9. November 1996 von Galileo

Der Ursprung der Ringe konnte erst durch die Galileo-Mission geklärt werden. Der feine Staub stammt wahrscheinlich von den kleinen felsigen Monden Jupiters. Die Monde werden ständig von kleinen Meteoriten bombardiert. Durch die geringe Schwerkraft der Monde wird ein Großteil des Auswurfs in die Jupiterumlaufbahn geschleudert und füllt damit die Ringe ständig wieder auf.
Der Hauptring (Main Ring) zum Beispiel besteht aus dem Staub der Monde Adrastea und Metis. Zwei weitere schwächere Ringe (Gossamer-Ringe) schließen sich nach außen hin an. Das Material für diese Ringe stammt hauptsächlich von Thebe und Amalthea. Außerdem konnte noch ein extrem dünner Ring in einer äußeren Umlaufbahn entdeckt werden, der einen Durchmesser von über 640.000 km hat und dessen Teilchen sich bis zu 20° außerhalb der Äquatorebene des Jupiters bewegen. Dieser Ring umkreist Jupiter in gegenläufiger Richtung. Der Ursprung dieses Ringes ist noch nicht geklärt. Es wird jedoch vermutet, dass er sich aus interplanetarem Staub zusammensetzt.
Innerhalb des Hauptringes befindet sich ein Halo aus Staubkörnern, der sich in einem Gebiet von 92.000 bis 122.500 km, gemessen vom Zentrum Jupiters, erstreckt. Der Hauptring reicht von oberhalb der Halogrenze ab 130.000 km bis etwa an die Umlaufbahn von Adrastea heran. Oberhalb der Umlaufbahn von Metis nimmt die Stärke des Hauptrings merklich ab. Die Dicke des Hauptrings ist geringer als 30 km.
Der von Amalthea gespeiste innere Gossamer-Ring reicht von der äußeren Grenze des Hauptrings bis zu Amaltheas Umlaufbahn bei etwa 181.000 km vom Jupiterzentrum. Der äußere Gossamer-Ring reicht von 181.000 km bis etwa 221.000 km und liegt damit zwischen den Umlaufbahnen von Amalthea und Thebe.

## Monde

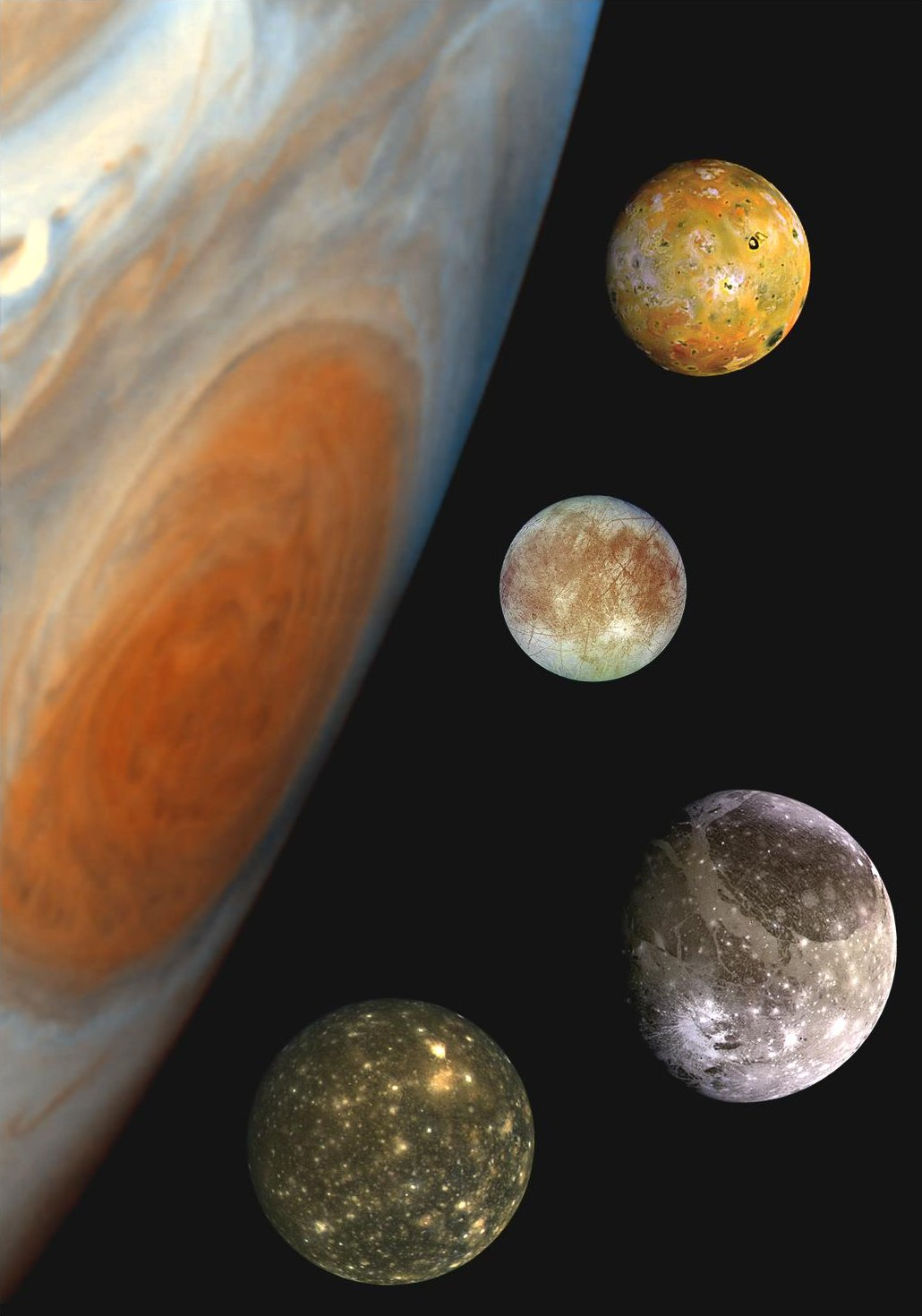
Die vier Galileischen Monde maßstabsgetreu in Fotomontage vor dem Großen Roten Fleck (von oben: Io, Europa, Ganymed und Kallisto).

Jupiter besitzt 97 bekannte Monde. Sie können in mehrere Gruppen unterteilt werden:
Die Galileischen Monde Io, Europa, Ganymed und Kallisto mit Durchmessern zwischen 3122 und 5262 km (Erddurchmesser 12.740 km) wurden im Jahre 1610 unabhängig voneinander durch Galileo Galilei und Simon Marius entdeckt. Alle anderen Monde, mit Ausnahme der 1892 entdeckten Amalthea, wurden erst im 20. oder 21. Jahrhundert gefunden. Die Galileischen Monde sind die größten Jupitermonde und haben planetennahe, nur wenig geneigte Bahnen. Die erste mathematische Berechnung der Bahnen der Jupitermonde wurde 1945 von Pedro Elias Zadunaisky in seiner Dissertationsschrift bei Beppo Levi durchgeführt.
- Io hat einen Durchmesser von 3643 km und umkreist Jupiter in einem Abstand von 421.600 km. Sie besteht aus einem Eisenkern und einem Mantel. Io besitzt eine sehr dünne Atmosphäre, hauptsächlich bestehend aus Schwefeldioxid. Da in ihrem Inneren geologische Prozesse ablaufen, befinden sich auf ihrer Oberfläche zahlreiche Vulkane.
- Europa besitzt einen Eisenkern und einen Steinmantel, über dem ein wahrscheinlich 100 km tiefer Ozean aus Wasser liegt, dessen Oberfläche 10 bis 20 km zu einer Eiskruste gefroren ist. Ihr Durchmesser beträgt 3122 km, ihre Entfernung zum Jupiter 670.900 km.
- Ganymed befindet sich in einer Entfernung von 1.070.000 km. Sein Durchmesser liegt bei 5262 km. Damit ist er der größte Mond im Sonnensystem. Er besteht aus einem Eisenkern, einem Felsmantel und einem Eismantel. Außerdem besitzt er ein eigenes Magnetfeld.
- Kallisto hat einen Durchmesser von 4821 km und einen Abstand von 1.883.000 km zu Jupiter. Sie besteht aus einem Eisen-Stein-Gemisch und einer Eiskruste. Forscher fanden auf ihr Anzeichen für Kohlenstoff- und Stickstoffverbindungen, die zu den Grundvoraussetzungen für Leben gehören. Auch im Innern von Kallisto gibt es wahrscheinlich Schichten aus flüssigem Wasser.

Neben den Galileischen Monden gibt es vier weitere Monde auf planetennahen und nur wenig geneigten Bahnen: Metis, Adrastea, Amalthea und Thebe. Diese sind aber mit Durchmessern von 20 bis 131 km wesentlich kleiner als die Galileischen Monde. Ihre Umlaufbahnen liegen alle innerhalb der von Io. Man vermutet, dass diese acht inneren Monde gleichzeitig mit dem Jupiter entstanden sind.
Die restlichen Monde sind kleine bis kleinste Objekte mit Radien zwischen 1 und 85 km und wurden vermutlich von Jupiter eingefangen. Sie tragen teilweise noch Zahlencodes als vorläufige Namen, bis sie von der Internationalen Astronomischen Union (IAU) endgültig benannt sind.
Vermutlich während der 1960er Jahre geriet der Komet Shoemaker-Levy 9 unter die Gravitationskräfte des Planeten und wurde in eine stark elliptische Umlaufbahn (Exzentrizität > 0,99, Apojovium bis zu 0,33 AE) gezwungen. Im Juli 1992 passierte der Quasisatellit den Jupiter innerhalb der Roche-Grenze und zerbrach in 21 Fragmente, die zwei Jahre später auf den Planeten stürzten.

## Beobachtung

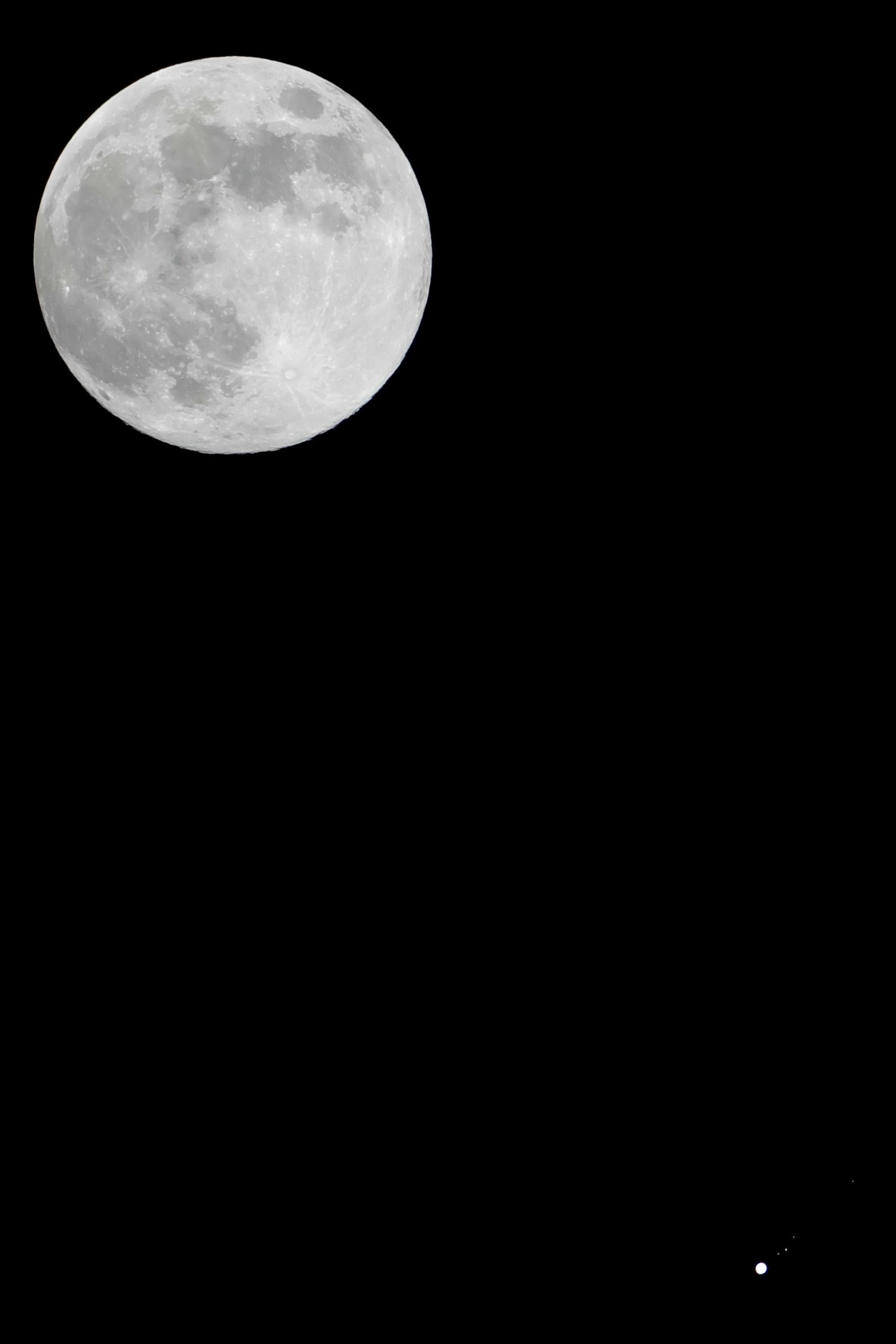
Konjunktion von Vollmond und Jupiter am 10. April 2017. Neben Jupiter (rechts unten) die vier Galileischen Monde (von links): Io, Ganymed, Europa und Kallisto.

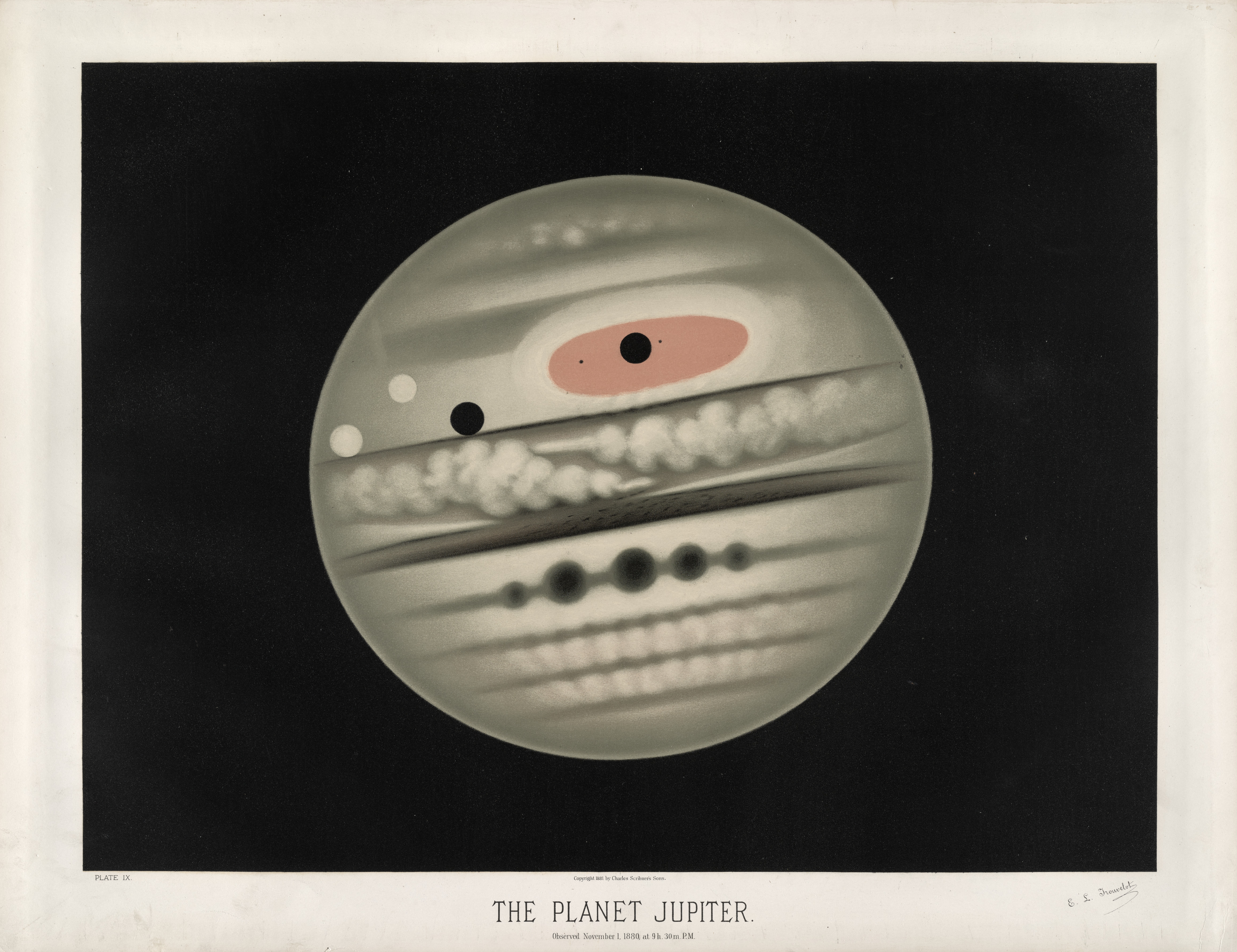
Jupiter mit zwei Monden und deren Schatten auf einer astronomischen Zeichnung des 19. Jahrhunderts (Trouvelot, 1881)

Jupiter ist nachts etwa 3/4 des Jahres freiäugig gut sichtbar. Mit seinem hellgelben Glanz ist er nach dem Mond und der Venus das dritthellste Objekt am Nachthimmel. Seine 12-jährige Umlaufbahn wurde bereits in der Antike genau berechnet, wie jene der 4 anderen freisichtigen Planeten.
1610 betrachtete Galileo Galilei Jupiter erstmals mit einem Fernrohr und entdeckte dabei dessen vier größte Monde Ganymed, Kallisto, Io und Europa. Diese vier werden daher als die Galileischen Monde bezeichnet.
Im Teleskop sind ab etwa 50-facher Vergrößerung Jupiters äquatorparallele Wolkenbänder und bisweilen die Schatten seiner Monde zu beobachten.
Ungefähr alle 20 Jahre kommt es von der Erde aus gesehen zwischen den Planeten Jupiter und Saturn zu einer großen Konjunktion.

## Erforschung mit Raumsonden
Jupiter wurde bereits von mehreren Raumsonden besucht, wobei einige Missionen den Planeten als eine Art Sprungbrett nutzten, um mit Hilfe eines Swing-by-Manövers am Jupiter zu ihren eigentlichen Zielen zu gelangen.

### Frühere Missionen

#### Pioneer 10 und 11
Pioneer 10 war die erste Raumsonde, die am 3. Dezember 1973 in einer Entfernung von etwa 130.000 km am Jupiter vorbeiflog. Exakt ein Jahr später, am 3. Dezember 1974, folgte Pioneer 11, die bis auf etwa 43.000 km an die Wolkenobergrenze des Planeten herankam. Die beiden Pioneer-Raumsonden lieferten wichtige Daten über die Magnetosphäre des Jupiters und fertigten die ersten, noch relativ niedrig aufgelösten Nahaufnahmen des Planeten an.

#### Voyager 1 und 2
Voyager 1 flog im März 1979 durch das Jupitersystem, gefolgt von Voyager 2 im Juli 1979. Die Voyager-Raumsonden lieferten neue Erkenntnisse über die Galileischen Monde, konnten erstmals vulkanische Aktivitäten auf Io nachweisen und entdeckten die Ringe des Jupiters. Auch fertigten sie die ersten Nahaufnahmen der Planetenatmosphäre an.

#### Ulysses
Im Februar 1992 flog die Sonnensonde Ulysses in einer Entfernung von etwa 450.000 km (6,3 Jupiterradien) am Jupiter vorbei. Dabei wurde die Sonde aus der Ekliptikebene geschleudert und trat in eine polare Sonnenumlaufbahn ein. Ulysses untersuchte die Magnetosphäre des Jupiters, konnte jedoch keine Bilder des Planeten liefern, da keine Kamera an Bord war.

#### Galileo

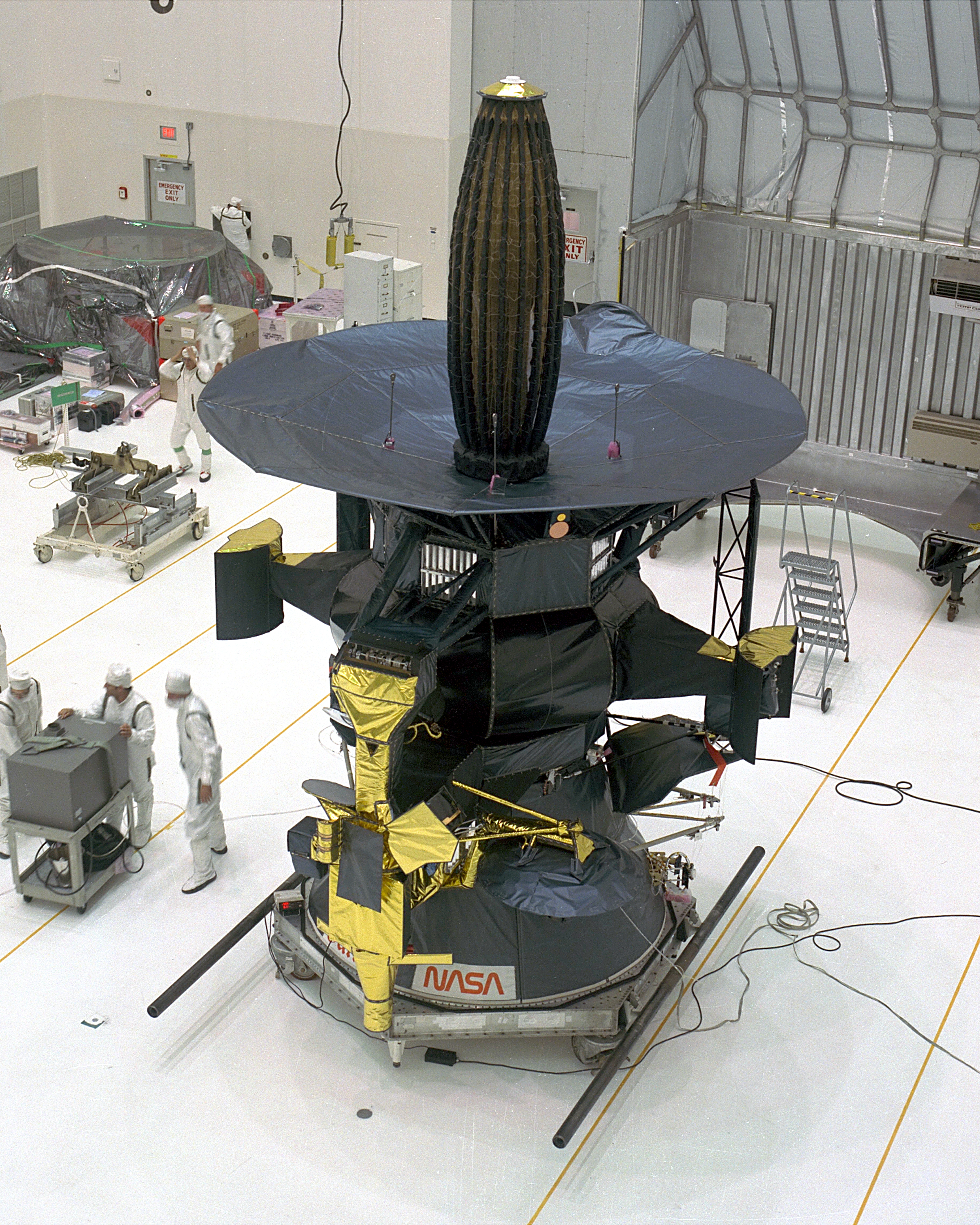
Galileo wird für den Start vorbereitet

Der erste Orbiter um Jupiter war die NASA-Sonde Galileo, die am 7. Dezember 1995 nach etwas mehr als sechs Jahren Flugzeit in eine Umlaufbahn um den Planeten einschwenkte. Bereits auf dem Weg zum Jupiter konnte Galileo 1994 beobachten, wie der Komet Shoemaker-Levy 9 auf dem von der Sonde noch 238 Mio. Kilometer entfernten Jupiter einschlug und Explosionen von der Größe der Erde in der Atmosphäre des Planeten auslöste. Trotz der Distanz konnte Galileo Bilder von den direkten Einschlägen aufnehmen, die auf der erdabgewandten Seite stattfanden.
Galileo umkreiste Jupiter über sieben Jahre lang und führte mehrfach Vorbeiflüge an den Galileischen Monden aus. Unter anderem beobachtete Galileo Vulkanausbrüche auf Io, lieferte Hinweise auf einen verborgenen Ozean auf Europa und untersuchte die Wolkenbewegungen in Jupiters Atmosphäre. Allerdings konnte aufgrund des Ausfalls der primären Antenne der Raumsonde nur ein Bruchteil der ursprünglich geplanten Menge wissenschaftlicher Daten zur Erde übertragen werden.

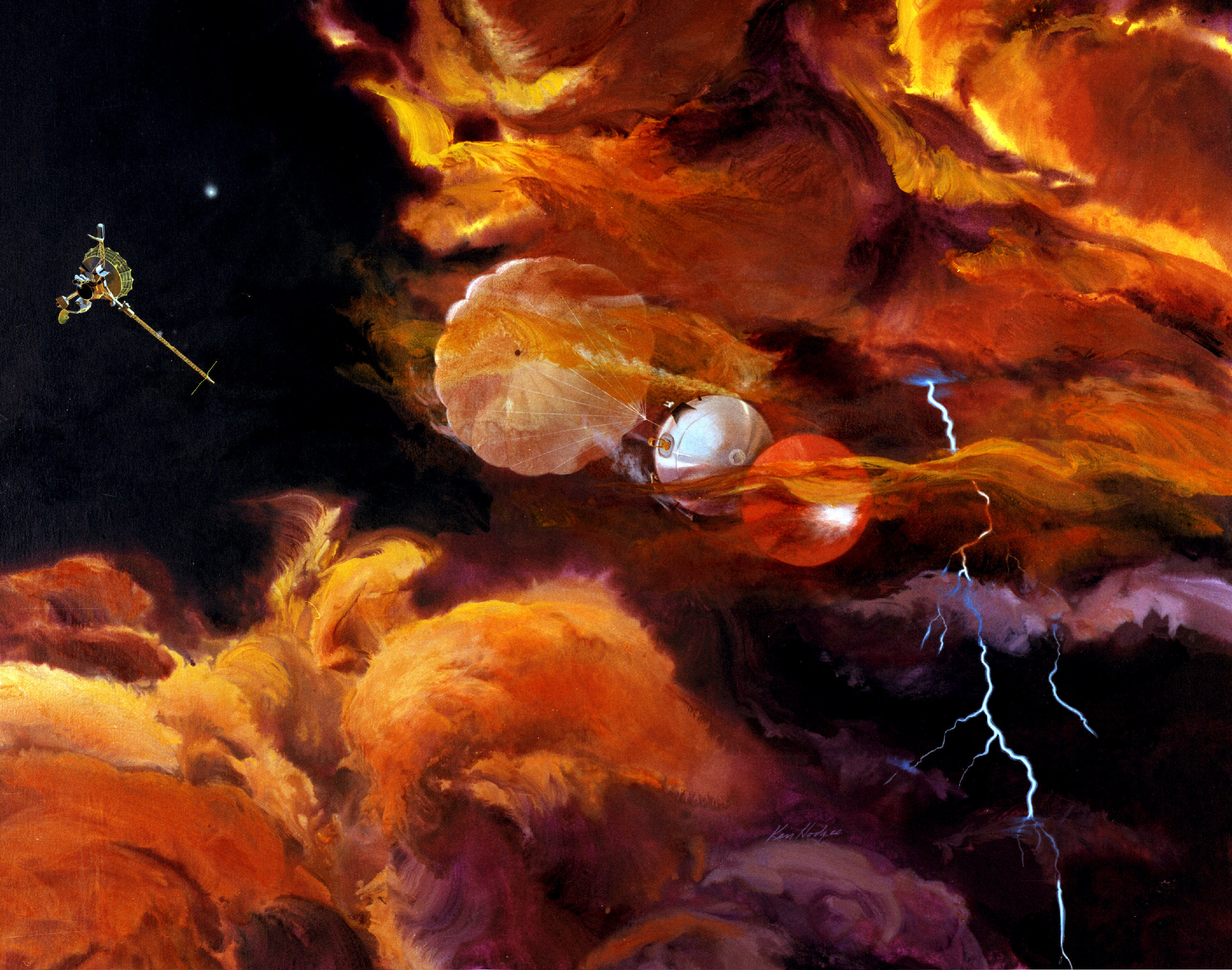
Künstlerische Darstellung des Eintritts der Atmosphärenkapsel von Galileo

Neben dem Orbiter umfasste die Mission von Galileo auch eine Eintrittskapsel, die in Jupiters Atmosphäre eindrang und verschiedene Daten über Temperatur, Druck, Windgeschwindigkeit und chemische Zusammensetzung lieferte. In 82 Mio. Kilometern Entfernung zum Jupiter trennte sich im Juli 1995 die Kapsel von der Muttersonde. Am 7. Dezember 1995 tauchte die Kapsel mit einer Geschwindigkeit von 170.000 km/h in einem Winkel von ca. 9° in die Atmosphäre des Jupiters ein, wurde mit Hilfe eines Hitzeschildes abgebremst und entfaltete einige Minuten später einen Fallschirm. Anschließend lieferte die Kapsel 57,6 Minuten lang Daten, während sie sich am Fallschirm hängend etwa 160 km tief in die Atmosphäre fortbewegte, bevor sie vom Außendruck zerstört wurde. In den letzten Sekunden registrierte die Sonde einen Druck von 22 bar und eine Temperatur von +152 °C.
Die primäre Mission bei Jupiter war ursprünglich nur für 23 Monate bis Dezember 1997 geplant, wurde dann dreimal verlängert, da Geräte und Antrieb noch funktionsfähig waren und gute Ergebnisse erwarten ließen. Am 21. September 2003 wurde Galileo schließlich in die Jupiteratmosphäre gelenkt, da die Sonde wegen Treibstoffmangels und Ausfällen der Elektronik, bedingt durch die von der Sonde während der letzten Jahre erhaltene hohe Strahlungsdosis, später nicht mehr lenkbar gewesen wäre. Es bestand die Gefahr, dass Galileo auf den Jupitermond Europa stürzen und ihn mit terrestrischen Bakterien verunreinigen könnte. Dies hätte künftige Missionen zur Erforschung von Lebensspuren auf den Jupitermonden erschwert.

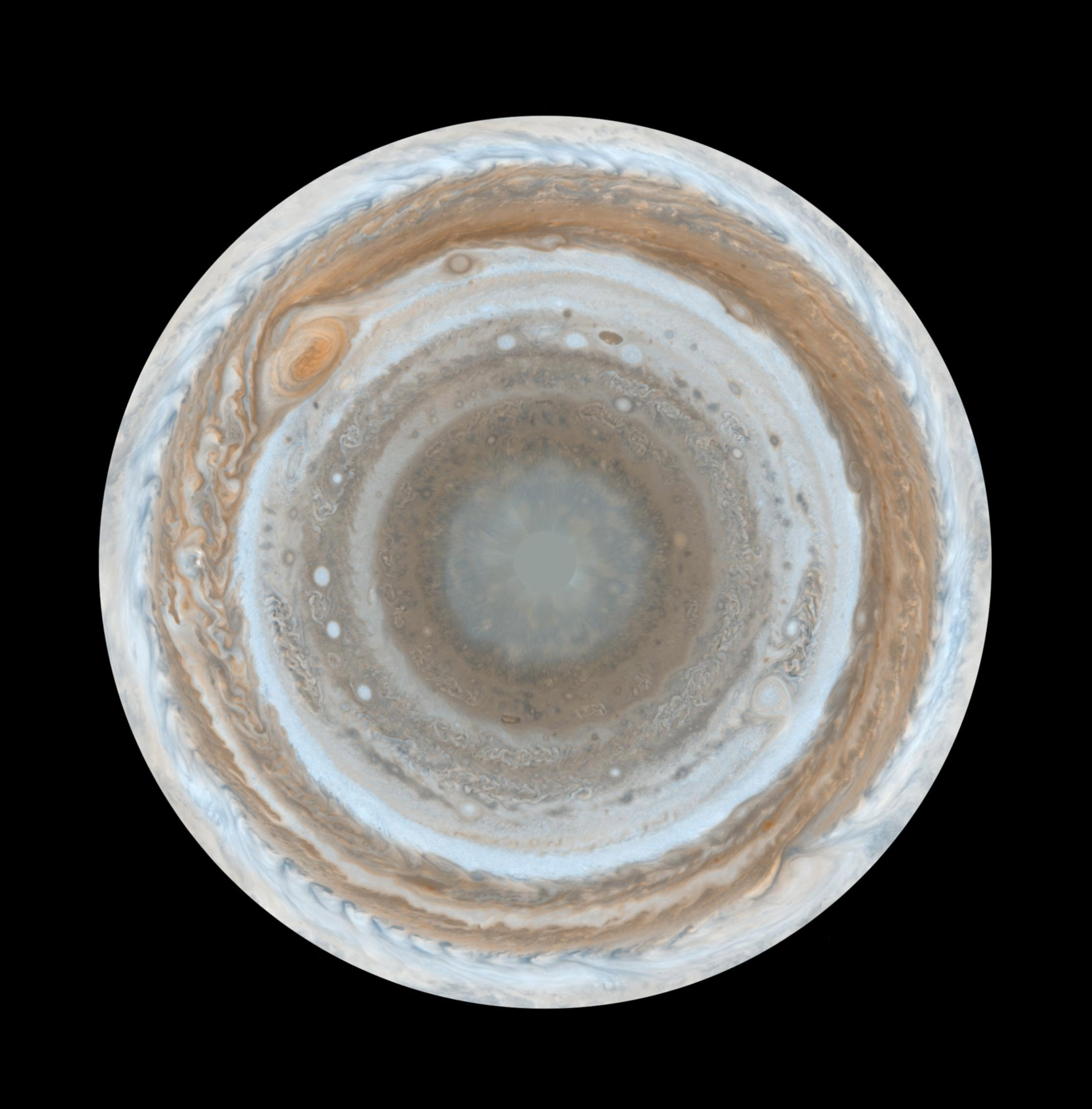
Projektion der Südhalbkugel des Jupiters mit Hilfe von Cassini

#### Cassini
Die Raumsonde Cassini-Huygens passierte Ende 2000/Anfang 2001 das Jupitersystem auf dem Weg zum Saturn und machte dabei zahlreiche Messungen und Aufnahmen. Zeitgleich operierte auch Galileo im Jupitersystem, sodass es zum ersten Mal möglich war, den Planeten und seine Magnetosphäre gleichzeitig mit zwei Raumsonden zu untersuchen. Cassini flog am 30. Dezember 2000 in einer Entfernung von etwa 10 Mio. Kilometern am Jupiter vorbei und lieferte unter anderem einige der höchstaufgelösten Globalaufnahmen des Planeten.

#### New Horizons
Die am 19. Januar 2006 gestartete Raumsonde New Horizons, die danach Pluto untersuchte, sammelte bei ihrem Vorbeiflug am Jupiter im Februar und März 2007 Daten über den Riesenplaneten. Die Raumsonde sollte Wolkenbewegungen auf Jupiter beobachten, die Magnetosphäre des Planeten untersuchen sowie nach Polarlichtern und Blitzen in Jupiters Atmosphäre Ausschau halten. Über die vier großen Galileischen Monde konnten allerdings nur wenige wissenschaftliche Daten gewonnen werden, da die Sonde diese in großer Entfernung passierte. New Horizons erreichte die größte Annäherung an Jupiter am 28. Februar 2007 bei etwa 32 Jupiterradien Entfernung. Dies ist ungefähr ein Drittel des Abstands, in dem Cassini-Huygens den Jupiter passierte.

### Jimo (gestrichene Mission)
Nach der Entdeckung eines Wasserozeans auf dem Mond Europa stieg das Interesse der Planetenforscher am detaillierten Studium der Eismonde des Jupiters. Für diesen Zweck wurde bei der NASA die Mission Jupiter Icy Moons Orbiter (JIMO) entworfen. Geplant war eine 2017 startende große Raumsonde, die einen Atomreaktor als Energiequelle für ihre Ionentriebwerke und Instrumente nutzen sollte. JIMO sollte die drei großen Eismonde des Jupiters – Kallisto, Ganymed und Europa – nacheinander umkreisen und mit Hilfe eines starken Radars und vieler anderer Instrumente untersuchen. Im Jahr 2005 wurde die Finanzierung von JIMO aufgrund seiner Komplexität und vieler technischer Schwierigkeiten gestoppt.

### Aktuelle Missionen

#### Juno

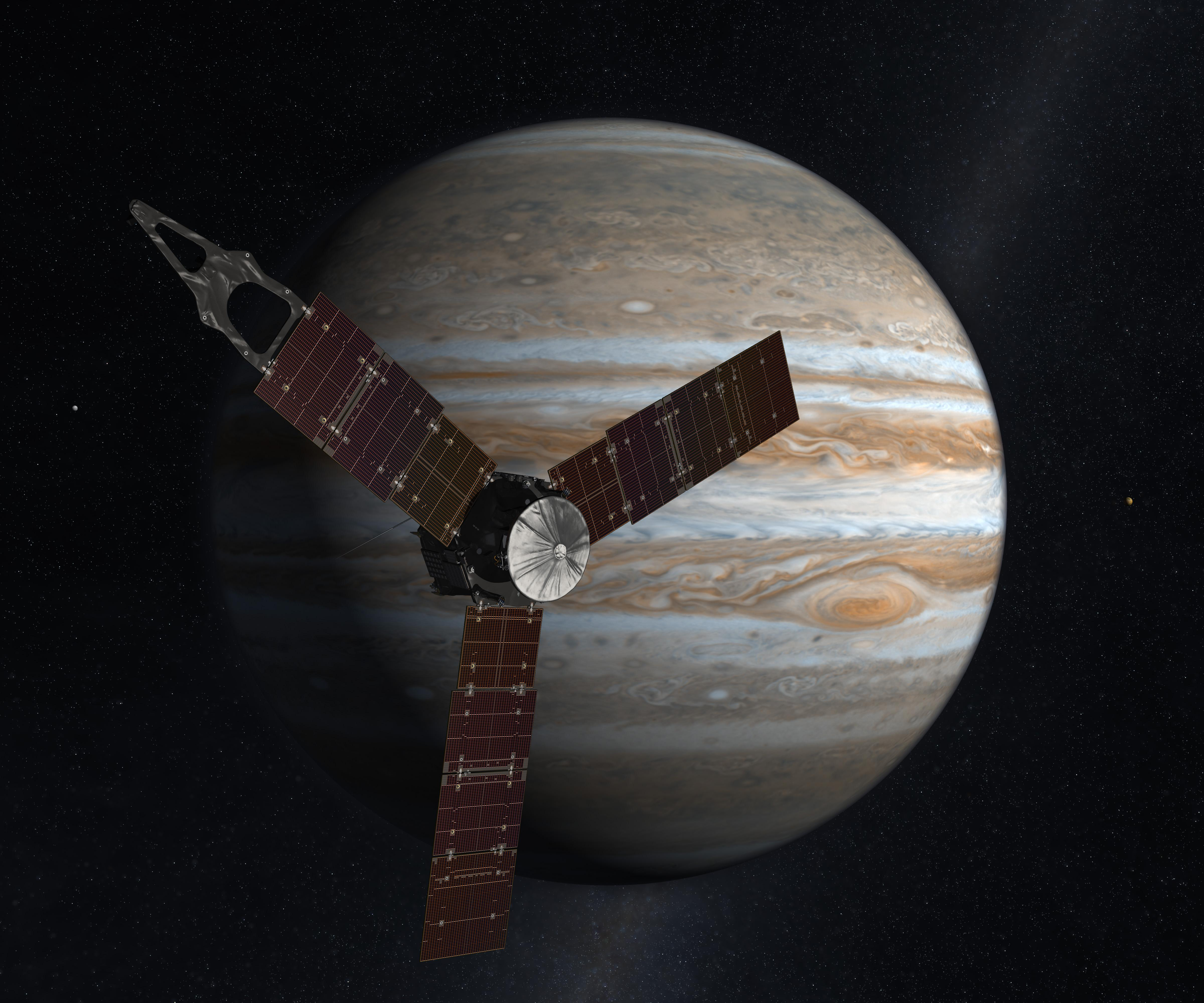
Computersimulation der Raumsonde Juno vor dem Jupiter

Am 5. August 2011 startete die NASA-Sonde Juno zum Jupiter. Sie schwenkte am 4. Juli 2016 in einen elliptischen polaren Orbit um Jupiter ein, der sie bis auf 4100 Kilometer an die Wolkenobergrenze heranführte. Ursprünglich sollte die Sonde danach in einen kürzeren Orbit mit einer Umlaufzeit von elf Tagen einschwenken. Die ursprünglich geplante Primärmission der Sonde sollte etwa ein Jahr lang dauern und 33 solcher Orbits umfassen. Nach Problemen mit den Triebwerken wurde der anfängliche Orbit mit einer Umlaufzeit von 53,4 Tagen sicherheitshalber beibehalten; die Missionsdauer der Primärmission sowie die Missionsziele wurden entsprechend geändert.
Juno erforscht nun nicht nur – wie ursprünglich geplant – das Magnetfeld und die Atmosphäre Jupiters, sondern kann nun außerdem die Jupitermagnetosphäre und ihre äußere Begrenzung, die Magnetopause, sowie ihre Wechselwirkung mit dem Sonnenwind erforschen. Hochauflösende Aufnahmen werden seit 2016 angefertigt. Aus 2021 veröffentlichten Bildern aus nur 50,000 km Entfernung schließt die NASA, dass die Jet Streams 3.000 km in den Gasplaneten hineinreichen.
Eine Besonderheit der Sonde ist ihre Energieversorgung: Erstmals bei einer Mission zu einem der äußeren Planeten werden ihre Systeme vollständig mit Solarenergie betrieben.

#### JUICE
Für das Jahr 2020 schlugen NASA und ESA die gemeinsame Europa Jupiter System Mission/Laplace vor, welche mindestens zwei Orbiter vorsah, die jeweils in einen Orbit um Europa und Ganymed eintreten sollen und das gesamte Jupitersystem mit einem revolutionären Tiefgang erforschen sollten. Nachdem die Verwirklichung des Projekts durch Budgetkürzungen bei der NASA infrage gestellt worden war, entschied sich die ESA zur Durchführung der eigenständigen Mission JUICE. Diese startete am 13. April 2023 mit einer Ariane-5-ECA-Rakete und soll den Jupiter im Juli 2031 erreichen, in eine Jupiterumlaufbahn und nach zwei Jahren und mehreren Vorbeiflügen an Europa und Kallisto 2034 in eine Umlaufbahn um Ganymed eintreten.

#### Europa Clipper
Die Europa Clipper Mission, eine NASA-Mission zur Erforschung des Jupitermondes Europa, startete im Oktober 2024 mit dem Ziel, die Oberfläche Europas und den darunter vermuteten Ozean auf Anzeichen von habitablen Bedingungen und potenziellen Lebensräumen zu untersuchen. Während ihrer Reise soll die Sonde Daten zur chemischen Zusammensetzung des Eises, der Geologie der Oberfläche und möglicher Aktivitäten wie Wasserdampfausbrüchen sammeln.

## Kulturgeschichte

### Mythologie und Namen
Durch seine große Helligkeit war der Planet Jupiter schon im Altertum in der ersten Hälfte des dritten Jahrtausends v. Chr. im Alten Ägypten als Hor-wepesch-taui („der die Himmelsgefilde erleuchtet“) bekannt. In Mesopotamien hieß er Sag-me-gar. Von den Babyloniern wurde er später als mulbab-bar („weißer Stern“) mit dem Gott Marduk identifiziert.
Aristoteles erwähnt den Planeten in seiner Schrift Meteorologica im Jahr 350 v. Chr. bei einer scheinbaren Verschmelzung mit einem Fixstern im Sternbild Zwillinge.
Der Name des Jupiter, lateinisch Iū(p)piter, rührt von der urindogermanischen Anrufeform (Vokativ) *d(i)i̯éu̯ ph₂tér (sprich: 'djé-u-pechtér') „Himmel, Vater!“ her, die die eigentliche lateinische Grundform (Nominativ) Diēspiter (aus *d(i)i̯ḗu̯s ph₂tḗr) verdrängt hat. Die Übersetzung „Gottvater“ wäre anachronistisch. Die Union astronomique internationale (IAU-UAI) nahm den Namen Jupiter für den Planeten 1976 formal an und hat seitdem neu entdeckte Satelliten nach Liebhabern, Günstlingen und Nachkommen des Gottes benannt.
Der Begriff Jovialität ist nicht antiken Ursprungs, sondern entspringt vielmehr dem erstmals in Dantes Paradiso bezeugten italienischen gioviale „unter dem Einfluss von Jupiter“ (im astrologischen Sinne, das heißt „glücklich, heiter“), vielleicht unter Mitwirkung von gioia „Freude, Vergnügen“, und gelangte wohl über das gleichbedeutende Französische (jovial) ins Deutsche. Im Deutschen hat das Adjektiv den Sinn von „leutselig, im Umgang mit niedriger Stehenden betont wohlwollend“ angenommen.

### Astrologie

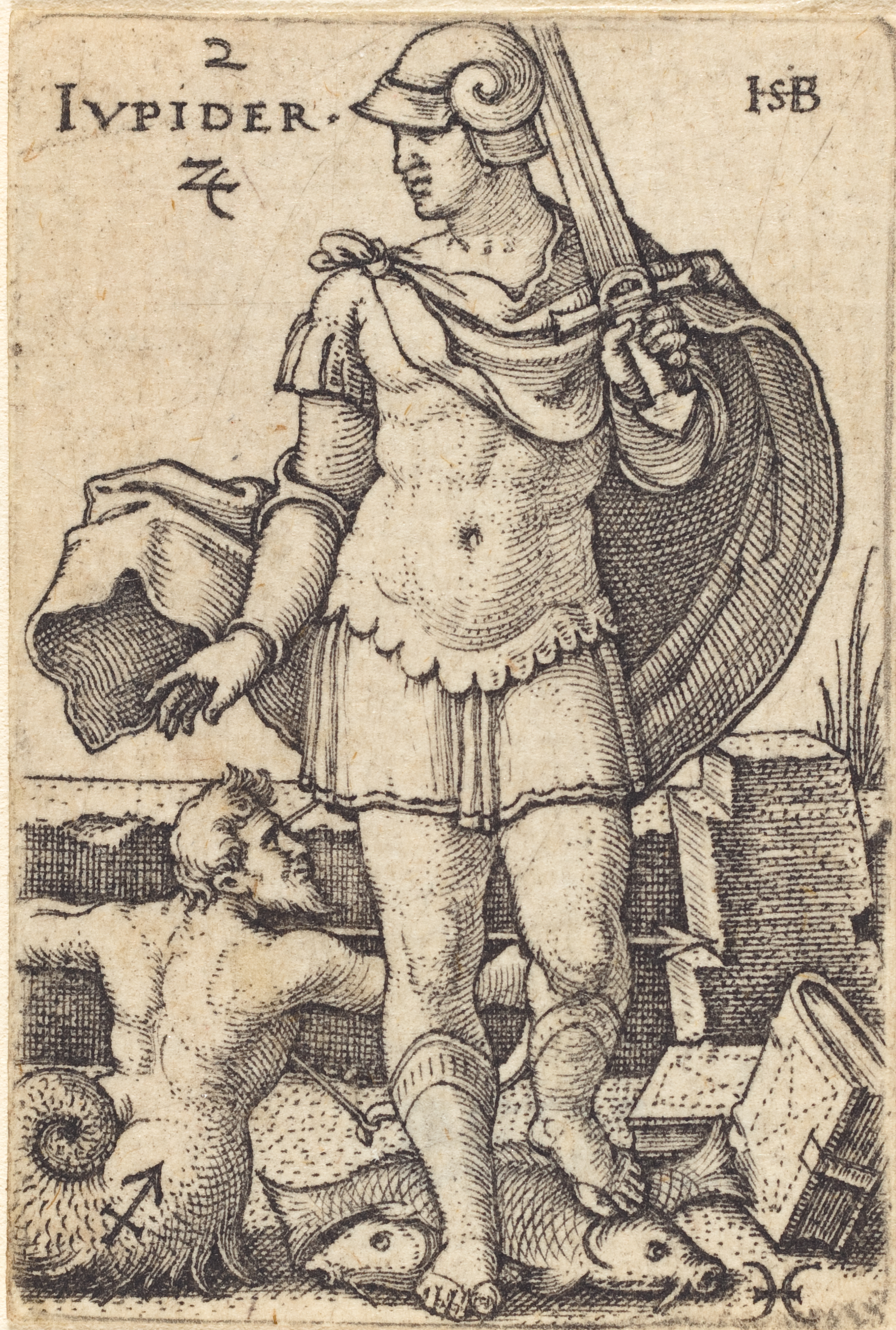
Allegorische Darstellung Jupiters als Herrscher der Tierkreiszeichen Fische und Schütze, Sebald Beham, 16. Jahrhundert

In der Astrologie steht Jupiter unter anderem für Expansion, Glück, Religion und Philosophie. Er wird dem Element Feuer, dem Tierkreiszeichen Schütze (vor der Entdeckung Neptuns auch dem der Fische) und dem neunten Haus zugeordnet.